# Gynoplistia (Gynoplistia) fuscoplumbea
Gynoplistia (Gynoplistia) fuscoplumbea is een tweevleugelige uit de familie steltmuggen (Limoniidae). De soort komt voor in het Australaziatisch gebied.